# Dicranoptycha nigrotibialis
Dicranoptycha nigrotibialis är en tvåvingeart som beskrevs av Alexander 1934. Dicranoptycha nigrotibialis ingår i släktet Dicranoptycha och familjen småharkrankar.
Artens utbredningsområde är Taiwan. Inga underarter finns listade i Catalogue of Life.